# Hanna Mabelle Amani
Pour les articles homonymes, voir Amani.
Hanna Mabelle Amani, née le 11 avril 1996 à Treichville, est une joueuse ivoirienne de basket-ball évoluant au poste de meneuse.

## Carrière
Elle termine septième du Championnat d'Afrique féminin de basket-ball des 18 ans et moins en 2014.
Elle participe au Championnat d'Afrique féminin de basket-ball 2019 avec l'équipe de Côte d'Ivoire, terminant à la huitième place, puis au Championnat d'Afrique féminin de basket-ball 2021, terminant 7e et au Championnat d'Afrique féminin de basket-ball 2023, terminant à la 11e place.
Elle évolue en club au CSA Treichville.